# Crottet
Crottet és un municipi francès situat al departament de l'Ain i a la regió d'Alvèrnia-Roine-Alps. L'any 2007 tenia 1.676 habitants.

## Demografia

### Població
El 2007 la població de fet de Crottet era de 1.676 persones. Hi havia 603 famílies de les quals 118 eren unipersonals (61 homes vivint sols i 57 dones vivint soles), 175 parelles sense fills, 277 parelles amb fills i 33 famílies monoparentals amb fills.
La població ha evolucionat segons el següent gràfic:
Habitants censats

### Habitatges
El 2007 hi havia 655 habitatges, 616 eren l'habitatge principal de la família, 11 eren segones residències i 28 estaven desocupats. 592 eren cases i 58 eren apartaments. Dels 616 habitatges principals, 476 estaven ocupats pels seus propietaris, 133 estaven llogats i ocupats pels llogaters i 7 estaven cedits a títol gratuït; 6 tenien una cambra, 30 en tenien dues, 70 en tenien tres, 176 en tenien quatre i 333 en tenien cinc o més. 473 habitatges disposaven pel capbaix d'una plaça de pàrquing. A 225 habitatges hi havia un automòbil i a 360 n'hi havia dos o més.

### Piràmide de població
La piràmide de població per edats i sexe el 2009 era:
| Homes | Edats   | Dones |
| ----- | ------- | ----- |
| 0     | 95 o +  | 0     |
| 4     | 90 a 94 | 4     |
| 8     | 85 a 89 | 4     |
| 12    | 80 a 84 | 4     |
| 24    | 75 a 79 | 16    |
| 20    | 70 a 74 | 24    |
| 28    | 65 a 69 | 20    |
| 32    | 60 a 64 | 36    |
| 40    | 55 a 59 | 20    |
| 56    | 50 a 54 | 40    |
| 68    | 45 a 49 | 84    |
| 76    | 40 a 44 | 76    |
| 100   | 35 a 39 | 76    |
| 20    | 30 a 34 | 60    |
| 48    | 25 a 29 | 28    |
| 24    | 20 a 24 | 28    |
| 36    | 15 a 19 | 57    |
| 72    | 10 a 14 | 72    |
| 52    | 5 a 9   | 76    |
| 32    | 0 a 4   | 40    |

## Economia
El 2007 la població en edat de treballar era de 1.112 persones, 860 eren actives i 252 eren inactives. De les 860 persones actives 801 estaven ocupades (433 homes i 368 dones) i 59 estaven aturades (23 homes i 36 dones). De les 252 persones inactives 91 estaven jubilades, 91 estaven estudiant i 70 estaven classificades com a «altres inactius».

### Ingressos
El 2009 a Crottet hi havia 631 unitats fiscals que integraven 1.712 persones, la mediana anual d'ingressos fiscals per persona era de 19.895 €.

### Activitats econòmiques
Dels 82 establiments que hi havia el 2007, 2 eren d'empreses alimentàries, 6 d'empreses de fabricació d'altres productes industrials, 17 d'empreses de construcció, 21 d'empreses de comerç i reparació d'automòbils, 2 d'empreses de transport, 4 d'empreses d'hostatgeria i restauració, 2 d'empreses d'informació i comunicació, 5 d'empreses financeres, 3 d'empreses immobiliàries, 8 d'empreses de serveis, 4 d'entitats de l'administració pública i 8 d'empreses classificades com a «altres activitats de serveis».
Dels 22 establiments de servei als particulars que hi havia el 2009, 4 eren tallers de reparació d'automòbils i de material agrícola, 4 paletes, 2 guixaires pintors, 2 fusteries, 2 lampisteries, 2 electricistes, 1 perruqueria, 1 veterinari, 3 restaurants i 1 agència immobiliària.
Dels 2 establiments comercials que hi havia el 2009, 1 era una botiga de menys de 120 m² i 1 una botiga de material de revestiment de parets i terra.
L'any 2000 a Crottet hi havia 17 explotacions agrícoles que ocupaven un total de 276 hectàrees.

## Equipaments sanitaris i escolars
El 2009 hi havia una escola elemental.

## Poblacions més properes
El següent diagrama mostra les poblacions més properes.